# Бахтігареєво (Ішмухаметовська сільська рада)
Бахтігаре́єво (рос. Бахтигареево, башк. Бәхтегәрәй) — присілок у складі Баймацького району Башкортостану, Росія. Входить до складу Ішмухаметовської сільської ради.
Населення — 5 осіб (2010; 11 в 2002).
Національний склад:
- башкири — 82%